# Шоссе 87 (Израиль)
Шоссе 87 (ивр. כביש 87‎ , англ. Highway 87) — израильское шоссе, ведущее с востока на запад в северной части Израиля. Длина шоссе 35 км. Шоссе начинается около известного христианского городка Капернаум, проходит по северной границе Кинерета и уходит в глубь Голанских высот..

## Перекрёсткииразвязки
| Километр | Название                                        | Тип | Расположение     | Пересечение дорог                     |
| -------- | ----------------------------------------------- | --- | ---------------- | ------------------------------------- |
| 0        | ивр. צומת כפר נחום‎ (Перекрёсток Кфар-Нахум)     |     | Капернаум        | Шоссе 90                              |
| 6        | ивр. צומת אלמגור‎ (Перекрёсток Альмагор)         |     | Кинерет          | Автодорога 8277                       |
| 10       | ивр. צומת בית צידה‎ (Перекрёсток Бейт-Цида)      |     | Вифсаида         | Шоссе 888                             |
| 12       | ивр. צומת יהודיה‎ (Перекрёсток Ихудия)           |     | Вифсаида         | Шоссе 92                              |
| 24       | ивр. צומת קצרין דרום‎ (Перекрёсток Кацрин Даром) |     | Кацрин           | Автодорога 9088                       |
| 27       | ивр. צומת המפלים‎ (Перекрёсток ха-Мафлим)        |     | Голанские высоты | Шоссе 808                             |
| 30       | ивр. צומת קשת‎ (Перекрёсток Кешет)               |     | Кешет            | Нефтяное шоссе (англ. Petroleum Road) |
| 35       | ивр. צומת בשן‎ (Перекрёсток Башан)               |     | Голанские высоты | Шоссе 98                              |

## Достопримечательности
- Эйн-Шева (ивр. עין שבע‎)
- Доминиканский монастырь
- Капернаум
- Греческий монастырь
- Мост «Арик»
- Вифсаида Галилейская
- Заповедник Ихудия
- Ручей Ихудия
- Мемориал седьмой бригады Армии обороны Израиля